# Tebangaroi
Tebangaroi (offiziell verwendete Schreibweise: Tebwangaroi, auch: Tebwangoroi) ist ein Ort mit einer Landfläche von 0,27 km² im Nordosten des Tarawa-Atolls in den zum Inselstaat Kiribati gehörenden Gilbertinseln im Pazifischen Ozean. 2020 hatte der Ort 40 Einwohner.

## Geographie
Tebangaroi liegt südlich von Nuatabu auf dem nordöstlichen Arm des Atolls von Tarawa. Es gibt ein Versammlungshaus. Der nächste Ort im Süden ist Taratai. Nördlich und südlich des Ortes befinden sich tiefe Einschnitte in die Riffkrone, die von der Verbindungsstraße auf Dämmen überquert werden.

## Klima
Das Klima ist tropisch heiß, wird jedoch von ständig wehenden Winden gemäßigt. Ebenso wie die anderen Orte des Tarawa-Atolls wird Tebangaroi gelegentlich von Zyklonen heimgesucht.